# 物部神道
物部神道（もののべしんとう）は、『先代旧事本紀大成経』の思想を基とする神道。大成経神道ともいう。神・儒・仏を調和した神道。